# Фредді Кінг
Фре́дді Кінг (англ. Freddie King, повне ім'я: Фредерік Крістіан Кінг, англ. Frederick Christian King; 3 вересня 1934, Гілмер, Техас, США — 28 грудня 1976, Даллас, Техас, США) — американський блюзовий гітарист та співак.
У 1982 році ім'я Фредді Кінга внесено до Зали слави блюзу

## Дискографія
- Let's Hide Away and Dance Away with Freddy King (King, 1961)
- Bossa Nova & Blues (King, 1962)
- Boy, Girl, Boy (King, 1962)
- My Feeling for the Blues (Cotillion, 1970)
- Getting Ready… (Shelter, 1971)
- Texas Cannonball (Shelter, 1972)
- Woman Across the River (Shelter, 1973)